# Peter Jaffe
Peter Jaffe   (Richmond, 22 de novembre de 1913 - Orange, 20 d'agost de 1982) va ser un regatista anglès que va competir durant la dècada de 1930.
El 1932 va prendre part en els Jocs Olímpics de Los Angeles, on va guanyar la medalla de plata en la categoria de Classe Star del programa de vela. Jaffe navegà a bord del Joy junt a George Colin Ratsey.